# MC5
MC5 (скраћено од Motor City 5, изговор: Ем-си фајв, Мотор сити фајв) је била хард рок група која је настала 1964. у граду Линколн Парк крај Детроита у држави Мичиген и која је била активна до 1972. године. Чланови групе су били Вејн Крејмер и Фред „Соник“ Смит (гитаристи), Мајкл Дејвис басиста), Роб Тајнер вокал и Денис Томпсон бубњеви. Прозвали су се Мотор сити фајв (по надимку за град Детроит), али недуго затим скраћују име у MC5.

## Историја
Свог менаџера и политичког вођу Џона Синклера упознају 1967. године. Синклер је био џез критичар и вођа радикалне политичке организације Бели пантери па је усмерио групу према фри џезу и политичким ангажованим текстовима.
Бели пантери су формирани по узору на радикалну политичку организацију америчких црнаца Црни пантери. Циљ Белих пантера је био тотални напад на превладавајућу културу путем секса, дроге и рока и борба против капитализма.
MC5 су наступали по демонстрацијама и стекли су репутација као група са изврсним наступима уживо. То је био један од разлога због којих је дискографска кућа Електра одлучила да први албум групе буде снимљен уживо. Албум првенац Kick out of the Jams је снимљен у Детроит театру 30. и 31. октобра 1968. године, а објављен је идуће године.
Као увод у другу песму на албуму се користи поклич „Kick out the jams motherfucker“ због којих многе продавнице и радио-станице бојкотују групу, што резултује слабијом продајом албума, па им Електра отказује сарадњу.
Након раскида с Електром MC5 су потписали уговор са издаваче Атлантик рекордс. Такође остају без свог менаџера Синклера који је добио девет година затвора због поседовања два џоинта.
Њихов други албум се звао Back in the Usa и био је, у односу на први албум, чистијег звука и мелодичнијих композиција. Многи састави (као на пример Клеш) су наводили „Back in the USA“ као албум који је имао велики утицај на њих.
Трећи албум High time је био спој агресивности „Kick out the jams“ и чистоте „Back in the USA“, међутим и тај албум је подбацио у продаји па Атлантик рекордс прекида сарадњу с групом.
Група се распала 1972. године.

## Чланови
- Роб Тајнер, певач
- Фред „Соник " Смит - гитара
- Вејн Крејмер - гитара
- Мајкл Дејвис - бас гитара
- Денис Томсон - бубањ

## Дискографија
- , 1969.
- , 1970.
- , 1971.
- , 1983